# Benkovski, Dobrici
Benkovski (în bulgară Бенковски, în română Echiscea) este un sat în comuna Dobricika, regiunea Dobrici, Dobrogea de Sud, Bulgaria. 
Între anii 1913-1940 a făcut parte din plasa Ezibei a județului Caliacra, România.

## Demografie
Componența etnică a satului Benkovski
     Bulgari (3,51%)
     Nicio identificare (1,81%)
     Turci (94,3%)
     Romi (0,36%)
La recensământul din 2011, populația satului Benkovski era de 825 locuitori. Din punct de vedere etnic, majoritatea locuitorilor (94,3%) erau turci, cu o minoritate de bulgari (3,51%). Pentru 1,81% din locuitori nu este cunoscută apartenența etnică.